# Can't Take That Away (Mariah's Theme)
"Can't Take That Away (Mariah's Theme)" là bài hát của ca sĩ-nhạc sĩ người Mỹ Mariah Carey. Ca khúc được phát hành bởi Columbia Records vào ngày 6 tháng 6 năm 2000, được sáng tác bởi Carey và Diane Warren, và được sản xuất bởi Carey và Jimmy Jam and Terry Lewis cho album phòng thu thứ bảy của cô, Rainbow (1999). Nó được phát hành thành đĩa đơn thứ ba từ album dưới dạng đĩa đơn mặt A kép cùng với "Crybaby". Bài hát là một bản ballad, kết hợp giữa pop và R&B, với âm thanh được hợp lại từ một vài nhạc cụ như violin, piano và organ. Về mặt ca từ, ca khúc nói về sức mạnh tinh thần, và không cho phép bất cứ ai dập tắt những giấc mơ trong mỗi con người.
Ca khúc nhận được những phản hồi tích cực từ giới phê bình, đa phần họ ca ngợi phần lời bài hát cũng như giọng ca của Carey. Đĩa đơn không thành công về mặt thương mại, do việc phát hành bị giới hạn và một vài lý do khác. Nó là tâm điểm của một vụ tranh cãi truyền thông giữa Carey và hãng thu âm của cô Sony Music, do cô nhận thấy những hoạt động quảng bá cho đĩa đơn quá hời hợt. Đĩa đơn đạt đến vị trí thứ 40 tại Wallonia (Bỉ), thứ 45 tại Ý và thứ 65 tại Hà Lan. Ở Hoa Kỳ, do những quy định của bảng xếp hạng Billboard lúc bấy giờ, bài hát không đủ điều kiện để xuất hiện trên bảng xếp hạng Hot 100, chỉ đạt được vị trí thứ 6 trên bảng xếp hạng dance.
Có hai video âm nhạc được ghi hình cho "Can't Take That Away (Mariah's Theme)". Cả hai video đều có những video cá nhân của năm người hâm mộ, kể lại câu chuyện về nỗi đau và việc họ bị ngược đãi tinh thần, và cách mà ca khúc đã truyền cảm hứng cho họ. Thêm vào đó, một màn hình lớn có hình ảnh của Carey được chiếu xuyên suốt video, với những câu chuyện truyền cảm hứng từ những vận động viên thể thao nổi tiếng. Kết thúc của hai video hoàn toàn khác biệt, một video có hình ảnh ở trên đỉnh của một tòa nhà tựa vào lan can nhìn xuống khung cảnh của thành phố, trong khi video còn lại kết thúc bằng hình ảnh một cửa sổ trong nhà lớn. Ca khúc được biểu diễn trong The Today Show và The View, cũng như trong hai chuyến lưu diễn Rainbow (2000) và Charmbracelet World Tours (2002–03) của Carey.

## Danh sách track và định dạng
- Đĩa CD tại châu Âu[1]

1. "Can't Take That Away (Mariah's Theme)" (Radio)
2. "Can't Take That Away (Mariah's Theme)" (Morales Club Mix Edit)

- Đĩa CD maxi tại châu Âu[2]

1. "Can't Take That Away (Mariah's Theme)" (Album)
2. "Can't Take That Away (Mariah's Theme)" (Morales Club Mix)
3. "Can't Take That Away (Mariah's Theme)" (Morales Revival Triumphant Mix)
4. "Can't Take That Away (Mariah's Theme)" (Morales Instrumental)

- Đĩa CD tại Nhật/Mỹ[3]

1. "Can't Take That Away (Mariah's Theme)"
2. "Crybaby"
3. "Heartbreaker/Love Hangover"

- Đĩa CD maxi tại Mỹ[4]

1. "Can't Take That Away (Mariah's Theme)" (Morales Club Mix)
2. "Can't Take That Away (Mariah's Theme)" (Morales Revival Triumphant Mix)
3. "Can't Take That Away (Mariah's Theme)" (Morales Instrumental)
4. Crybaby
5. "Can't Take That Away (Mariah's Theme)" (Album)

## Xếp hạng
| Bảng xếp hạng (2000)                | Vị trí cao nhất |
| ----------------------------------- | --------------- |
| Bỉ (Ultratip Flanders)              | 7               |
| Bỉ (Ultratop 50 Wallonia)           | 40              |
| Ý (FIMI)                            | 45              |
| Hà Lan (Single Top 100)             | 65              |
| Hoa Kỳ Dance Club Songs (Billboard) | 6               |